# Aeroportul Máximo Gómez
Aeroportul Máximo Gómez (IATA: AVI, ICAO: MUCA) este un aeroport din Ciego de Ávila Province⁠(d), Cuba ce deservește zona Ciego de Avila.
Situat la o altitudine de 102 m, aeroportul dispune de 1 pistă.

## Infrastructură

### Piste
Aeroportul dispune de o singură pistă. Pista 07/25 are suprafața de asfalt și dimensiunile 3.532 m × 45 m. 